# Archichlora trygodes
Archichlora trygodes là một loài bướm đêm trong họ Geometridae.